# برنهارد فرايز
برنهارد فرايز (بالألمانية: Bernhard Fries)‏ هو رسام ألماني، ولد في 16 مايو 1820 في هايدلبرغ في ألمانيا، وتوفي في 21 مايو 1879 في ميونخ في ألمانيا.